# K-1 World Grand Prix 2008 Final
La K-1 World Grand Prix 2008 Final fue un evento de K-1 (artes marciales), celebrado el 6 de diciembre de 2008 en el Yokohama Arena en Yokohama, Japón. Fue la edición número 16 del torneo y culminó un año completo de torneos regionales eliminatorios. La competición siguió el clásico formato de torneo de eliminación que se viene celebrando todos los años bajo las reglas del K-1; tres asaltos de tres minutos cada uno.
Ocho luchadores fueron los que se clasificaron para el evento, tras el K-1 World Grand Prix 2008 en Seúl que era un torneo eliminatorio de 16 luchadores. Una vez eliminados ocho participantes, los ocho restantes se enfrentaron en esta competición, Jerome Le Banner, Badr Hari, Remy Bonjasky, Peter Aerts, Errol Zimmerman, Ewerton Teixeira, Ruslan Karaev y Gökhan Saki.

## Clasificación
El sábado 27 de septiembre tuvo lugar la K-1 World Grand Prix 2008 en Seúl Final 16 que enfrentó a 16 luchadores. De ellos, ocho fueron los finalistas de la K-1 World Grand Prix 2007 Final (Jerome Le Banner, Hong-man Choi, Semmy Schilt, Glaube Feitosa, Badr Hari, Remy Bonjasky, Peter Aerts y Junichi Sawayashiki), los campeones del K-1 World Grand Prix 2008 en Ámsterdam (Errol Zimmerman), del K-1 World Grand Prix 2008 en Fukuoka (Ewerton Teixeira), del K-1 World Grand Prix 2008 en Taipéi (Ruslan Karaev), del K-1 World Grand Prix 2008 en Hawái (Gökhan Saki) y por último cuatro luchadores invitados (Chalid Arrab, Ray Sefo, Paul Slowinski y Musashi).
En dicha velada cuatro de los finalistas del año anterior accedieron a la final, junto con los cuatro ganadores de los K-1 World Grand Prix 2008, Jérôme Le Banner, Badr Hari, Remy Bonjasky, Peter Aerts, Errol Zimmerman, Ewerton Teixeira, Ruslan Karaev y Gökhan Saki.

## Sorteo
El sorteo de la final a ocho fue determinado en el ring una vez terminó la final a 16, en Seúl, Corea. Se realizó un sorteo ordenando la posición en la que se realizarían las peleas y los luchadores uno por uno escogían su camino en el cuadro. Primero, Ruslan Karaev escogió el tercer combate, después el turno fue para Bonjasky que optó por el cuarto combate. Zimmerman escogió el segundo combate y Saki, seleccionó el cuarto y se emparejó con Karaev.
Seleccionando después, Teixeira decidió pelear con Zimmerman en el segundo combate. Aerts evitó un encuentro con Bonjasky y seleccionó un combate vacío. LeBanner, con la opción de Aerts o Bonjasky, escogió al último y Hari sólo tuvo la opción de pelear contra Aerts.

## Combates iniciales
Antes de dar comienzo los cuartos de final del torneo se mostraron los vídeos promocionales en las pantallas gigantes del Yokohama Arena y a continuación se celebraron dos combates de exhibición entre luchadores de Japón. El primero enfrentó a Taisei Ko ante Takeru y el segundo enfrentó a Mitsugu Noda y a Tsutomu Takahagi.
En el primer combate, después de tres asaltos en los que Ko dominó a su rival claramente las votaciones de los jueces dieron la victoria a Ko por decisión unánime, 3-0 (30-27, 30-27, 30-27).
En el segundo combate, Noda fue bastante superior a Takahagi durante todo el primer asalto y en el segundo Takahagi fue noqueado a los 2:49 minutos, terminando así la pelea.

## Cuartos de final

### Hari vs. Aerts

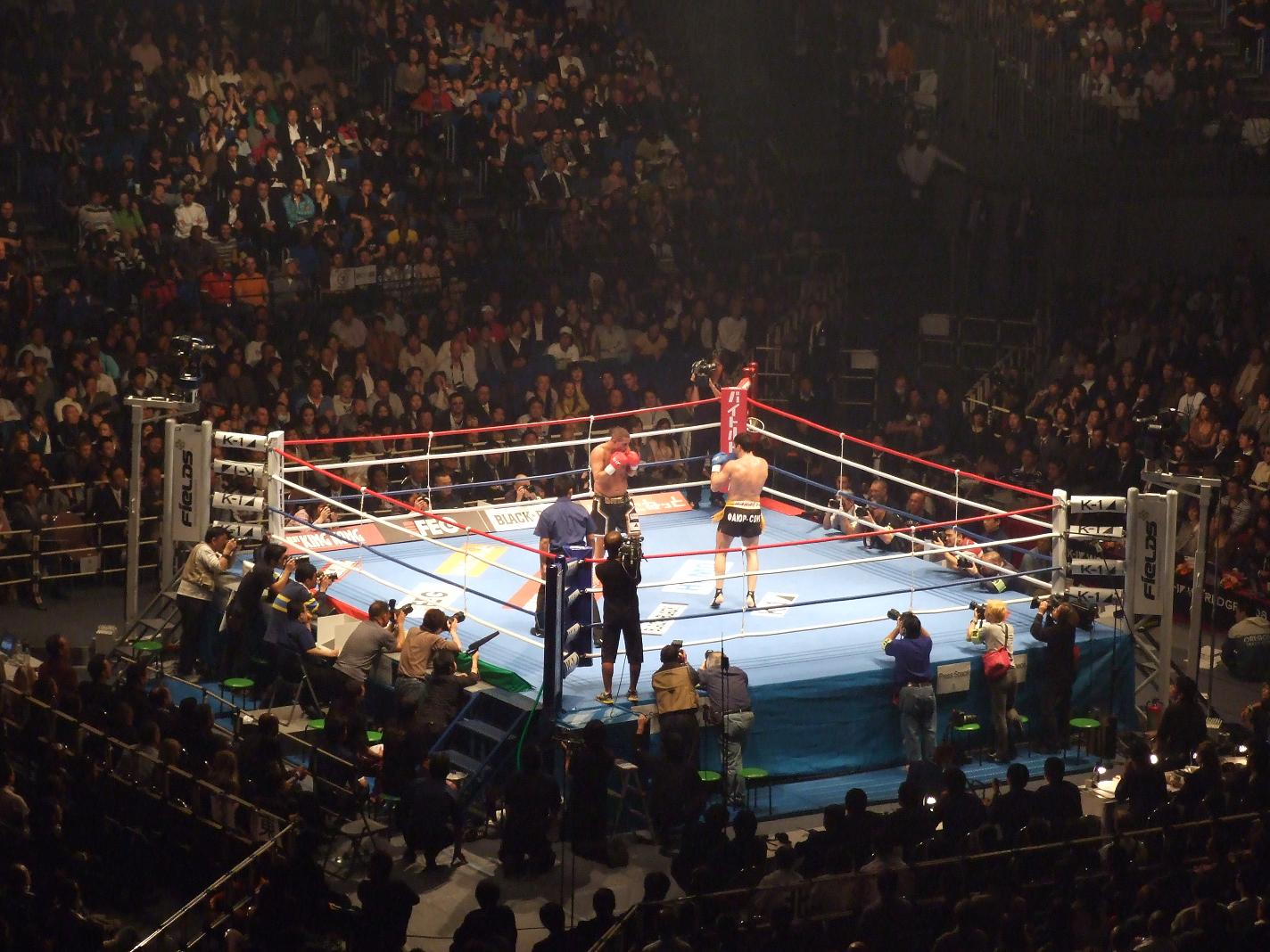
Combate de cuartos de final entre Gokhan Saki y Ruslan Karaev.

Los cuartos de final comenzaron con el combate entre el marroquí Badr Hari y el neerlandés Peter Aerts que nunca antes se habían enfrentado. Aerts había eliminado a Semmy Schilt (en la final a 16 de Seúl) que era el gran favorito después de sus tres títulos consecutivos y llegaba al torneo en un gran estado de forma además de haber ganado este torneo en tres ocasiones. Hari por su parte era el poseedor del cinturón mundial en la categoría de menos de 100 kilogramos y también era favorito a la victoria.
Nada más comenzar el combate, a los 20 segundos, Aerts cayó a la lona después de varios golpes de Hari. Sin embargo, aguantó todo el primer asalto a pesar del castigo que estaba recibiendo. Ya en el segundo volvió a ser derribado a los 25 segundos y 40 segundos más tarde. Quedando 1 minuto y 45 segundos cayeron los dos a la lona accidentalmente y 20 segundos más tarde el árbitro se vio obligado a parar el combate debido a la situación de Aerts.

### Zimmerman vs. Teixeira
El segundo combate se celebró a continuación y enfrentó al luchador de Curazao, Errol Zimmerman ante el brasileño Ewerton Teixeira que se enfrentaban por primera vez. El primer asalto estuvo igualado aunque Teixeira fue quien llevó la iniciativa durante los tres minutos, acorralando contra las cuerdas en varias ocasiones a Zimmerman. El segundo asalto fue también muy igualado hasta el final en el que varios buenos golpes de Zimmerman parecieron afectar al brasileño aunque una caída de Zimmerman enfrió un poco el combate.
En el tercer asalto se evidenciaron los problemas que había tenido Teixeira en el final del asalto anterior y a tan sólo 25 segundos del final fue noqueado. Sin embargo, aguantó el asalto pero no fue suficiente para llevarse la victoria que se adjudicó Zimmerman.

### Saki vs. Karaev

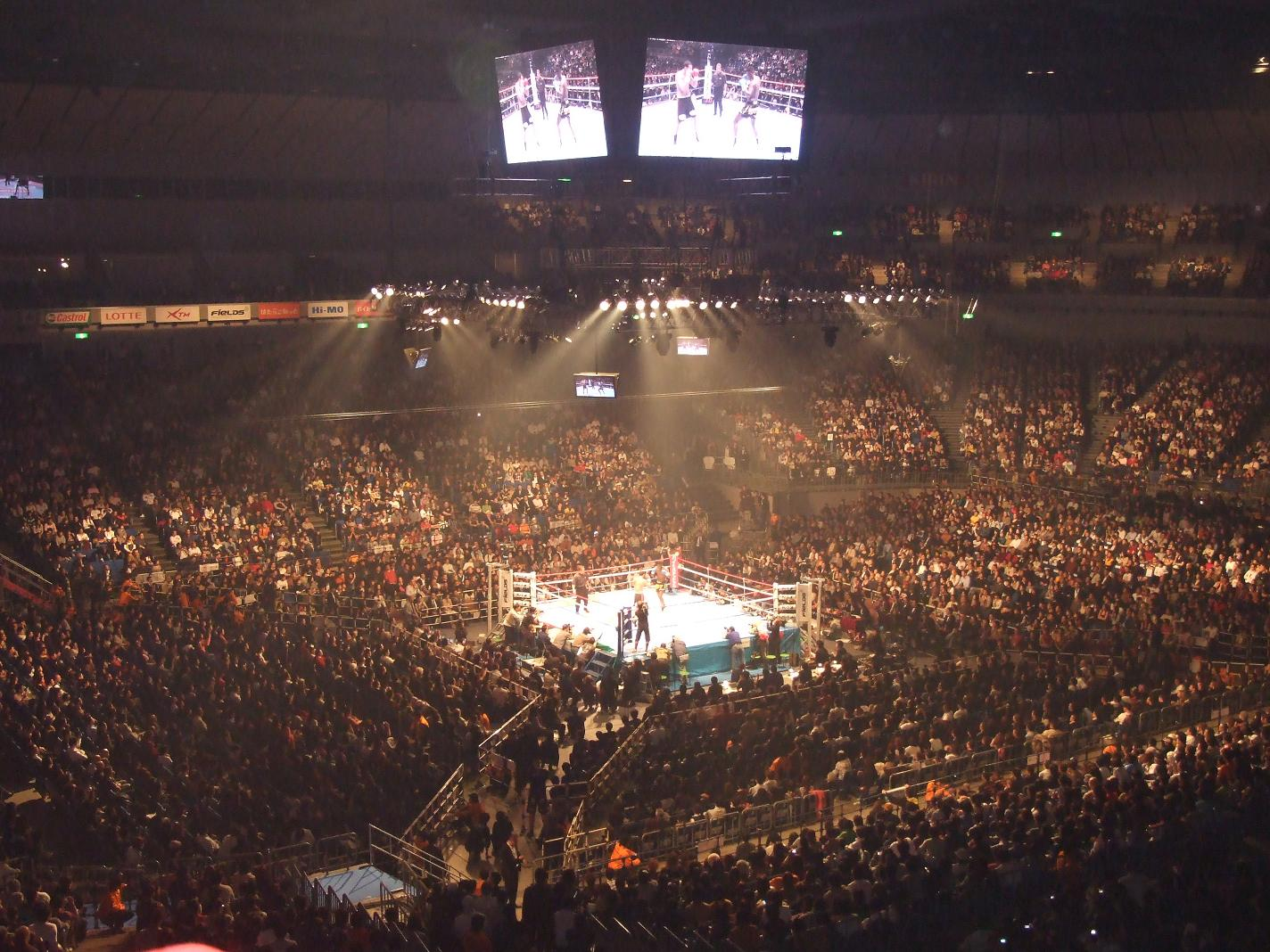
Combate entre Remy Bonjasky y Badr Hari.

El siguiente combate enfrentaba al turco Gökhan Saki y al ruso Ruslan Karaev por un puesto en semifinales. Nunca antes se habían enfrentado y el primer asalto tuvo alternativas de ambos luchadores. En el segundo asalto Karaev tuvo en varias ocasiones a Saki contra las cuerdas y propinándole un duro castigo. Esto le fatigó excesivamente y se notó durante el tercer asalto en el que fue derribado por un puñetazo a la media vuelta.
Aunque se levantó sin problemas y aguantó bien el resto del asalto buscando noquear a Saki, este aguantó y ganó el combate a los puntos.

### Le Banner vs. Bonjasky
El último combate de los cuartos de final enfrentaba al francés Jérôme Le Banner y al dos veces campeón del torneo, Remy Bonjasky. Ambos se habían enfrentado en una ocasión, en el K-1 World GP 2006 en Ámsterdam y la victoria fue para Le Banner por decisión en tres asaltos. En esta ocasión el primer asalto fue muy igualado aunque con una ligera ventaja de Bonjasky que llevó más la iniciativa.
Sin embargo, en el segundo asalto fue Le Banner quien conectó mejores golpes ante la constante defensa de Bonjasky. En el tercer asalto se vio a los dos luchadores muy activos hasta que restando 1 minuto y 28 segundos para el final Le Banner se dolió de una patada en el codo y se vio obligado a retirarse después de ser revisado por el equipo médico del torneo.

## Combates reserva
Antes de dar comienzo las semifinales comenzaron los combates reserva, que en caso de necesidad serían los ganadores de estos quienes tomarían parte en las semifinales o en la final. El primer enfrentamiento tuvo lugar entre el coreano Hong-man Choi y el neozelandés Ray Sefo. El combate no tuvo mucha emoción debido a que Choi estuvo muy lento y Sefo fue quien mejor se movió aunque sin intención de terminar la pelea antes del límite, simplemente acumulando golpes y alejándose de la distancia de Choi. Al final Sefo ganó a los puntos en un combate que controló perfectamente.
Después el turno fue para el australiano Paul Slowinski y el neerlandés Melvin Manhoef. Slowinski, entrenado por el cuatro veces ganador del torneo, Ernesto Hoost, no tuvo su día y fue derribado cuando habían transcurrido 1 minuto y 40 segundos. Consiguió levantarse pero a falta de 45 segundos recibió un castigo tan fuerte que fue noqueado.

## Semifinales

### Hari vs. Zimmerman

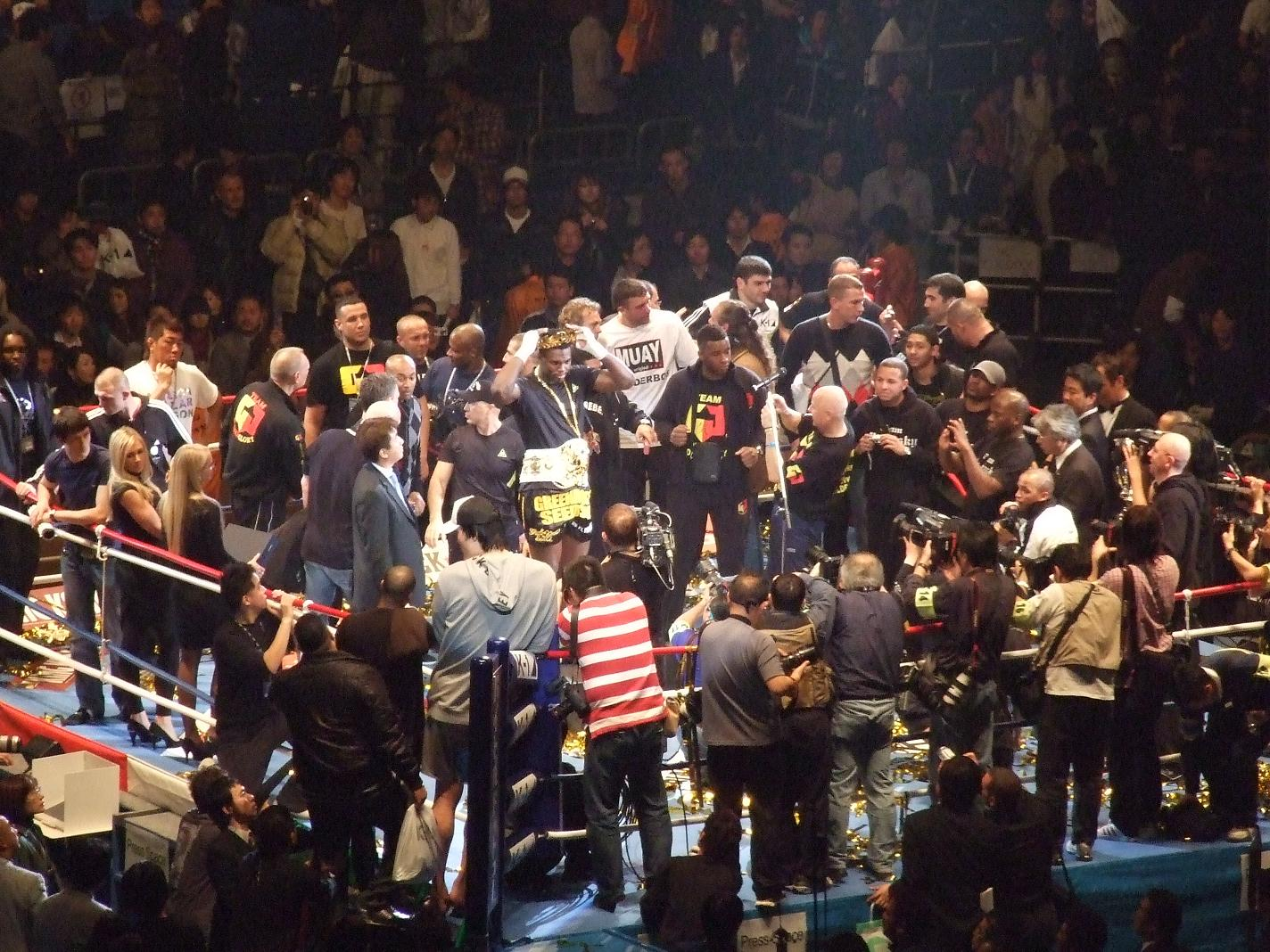
Entrega de trofeos del torneo.

Al combate llegaba más fresco Hari que no tuvo que disputar todos los asaltos ante Aerts, el cual apenas le puso en aprietos. Era la primera ocasión en la que se enfrentaban ambos luchadores y el primer asalto estuvo bastante igualado aunque en una ocasión casi es derribado Zimmerman que aguantó bien el resto del asalto.
El segundo fue bastante más igualado hasta que Zimmerman conectó un derechazo que derribó a Hari, a falta de 1 minuto y 23 segundos, que necesitó casi toda la cuenta de diez para recuperarse. Sin embargo, se reincorporó y consiguió derribar a Zimmerman a falta de 3 segundos para finalizar el asalto. Este también se incorporó y en el tercer asalto, nada más salir fue derribado por un barrido, después por un puñetazo que lo desequilibró y fue noqueado a falta 56 segundos.

### Bonjasky vs. Saki
En esta ocasión era Bonjasky el que menos desgaste había tenido en el combate anterior ya que su pelea con Le Banner había acabado antes del límite. El primer asalto fue igualado con Bonjasky dando constantes patadas y Saki separándose. Tras el descanso siguió la misma situación y cuando tan sólo habían transcurrido 40 segundos, Bonjasky lanzó una patada que derribó a Saki que no pudo levantarse antes de la cuenta.

## Final

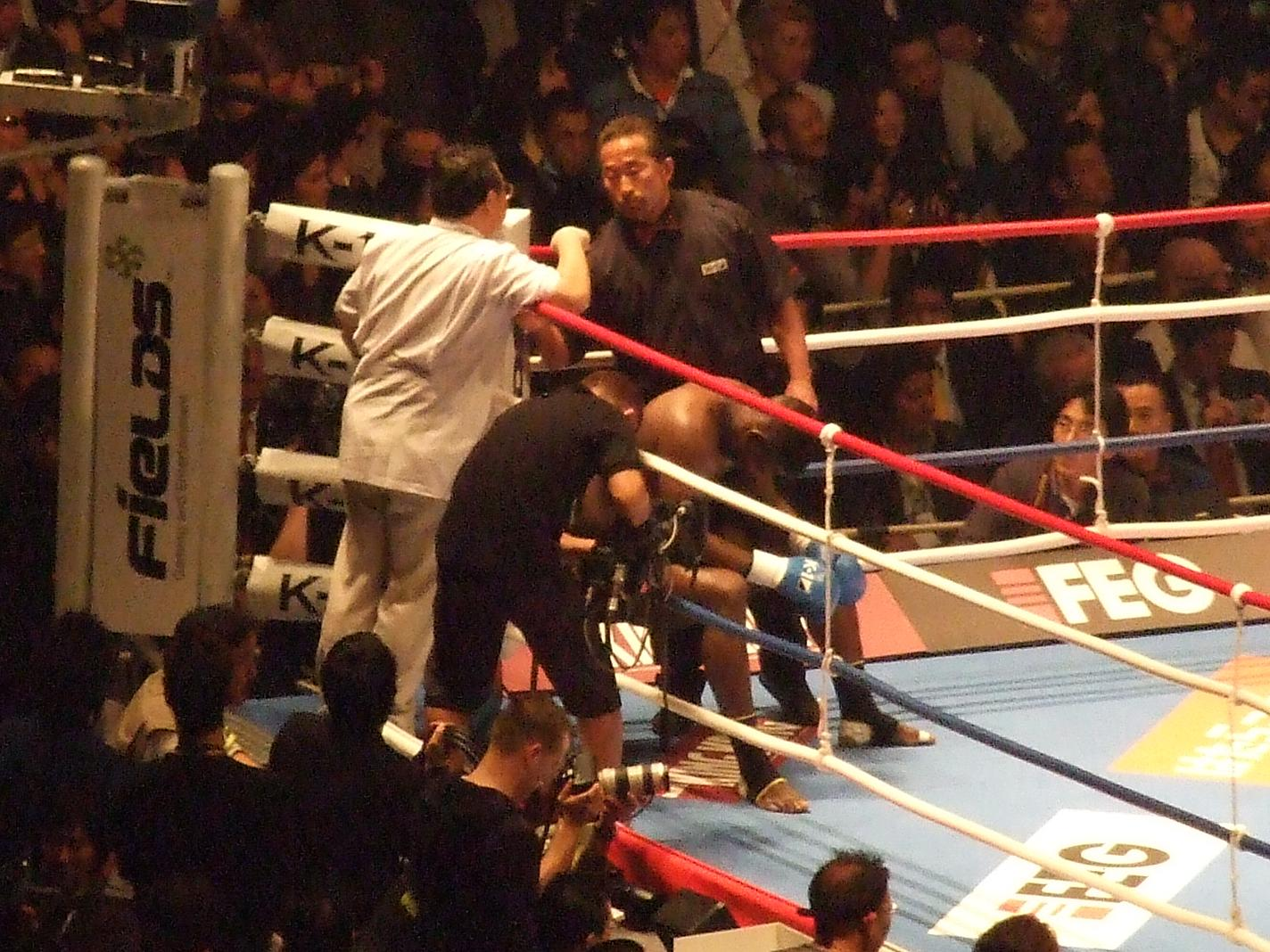
Remy Bonjasky a punto de retirarse y de ser descalificado su rival, Badr Hari.

La final del torneo enfrentó a Badr Hari, que poseía el cinturón mundial de menos de 100 kilogramos y Remy Bonjasky ganador en dos ocasiones (2002 y 2003) del torneo. Los dos luchadores se habían enfrentado en una ocasión, justo un año antes en los cuartos de final donde se impuso Bonjasky por decisión unánime, 2-0 (30-29, 29-29, 30-29) tras los tres asaltos.
En el primer minuto y medio de combate se controlaron mutuamente y a partir de ahí se intercambiaron golpes, hasta que Hari fue derribado a falta de un minuto. Este se recuperó e intentó contraatacar pero Bonjasky aguantó. En el segundo asalto Bonjasky fue más cauto sabiendo que había obtenido una ventaja a los puntos tras el derribo de Hari, y apenas atacó. Restando 2 minutos y 20 segundos para el final del asalto cayeron ambos a la lona y mientras se levantaba Hari le propinó a Bonjasky dos puñetazos y una patada que le mantuvo en el suelo durante varios segundos.
Una vez incorporado los médicos observaron a Bonjasky mientras el árbitro sancionaba con una tarjeta amarilla y un punto a Hari. Sin embargo, tras un breve intervalo Bonjasky decidió no pelear y Hari fue descalificado. El título y los 400.000 dólares americanos los ganó Bonjasky.

## Otros datos
El evento se celebró en el Yokohama Arena de la ciudad de Yokohama en Japón. El evento se celebró el sábado 6 de diciembre y comenzó a las 17:00 horas. Fue seguido en directo por 17.823 personas y emitido en directo en cinco continentes. En Japón fue Fuji TV, en Corea CJMedia, en Europa y África Eurosport, en Estados Unidos HDNet, en Australia en Main Event y en Nueva Zelanda SKY Network.
Las retransmisión la llevó a cabo el habitual comentador inglés Michael Schiavello junto con el popular luchador de artes marciales mixtas Kimbo Slice.
El patrocinador principal del evento fue Fields Corporation y el resto fueron DIP Corporation, XTM, Hi-Mo, Lotte y Castrol K.K..